# Grauer Alltag

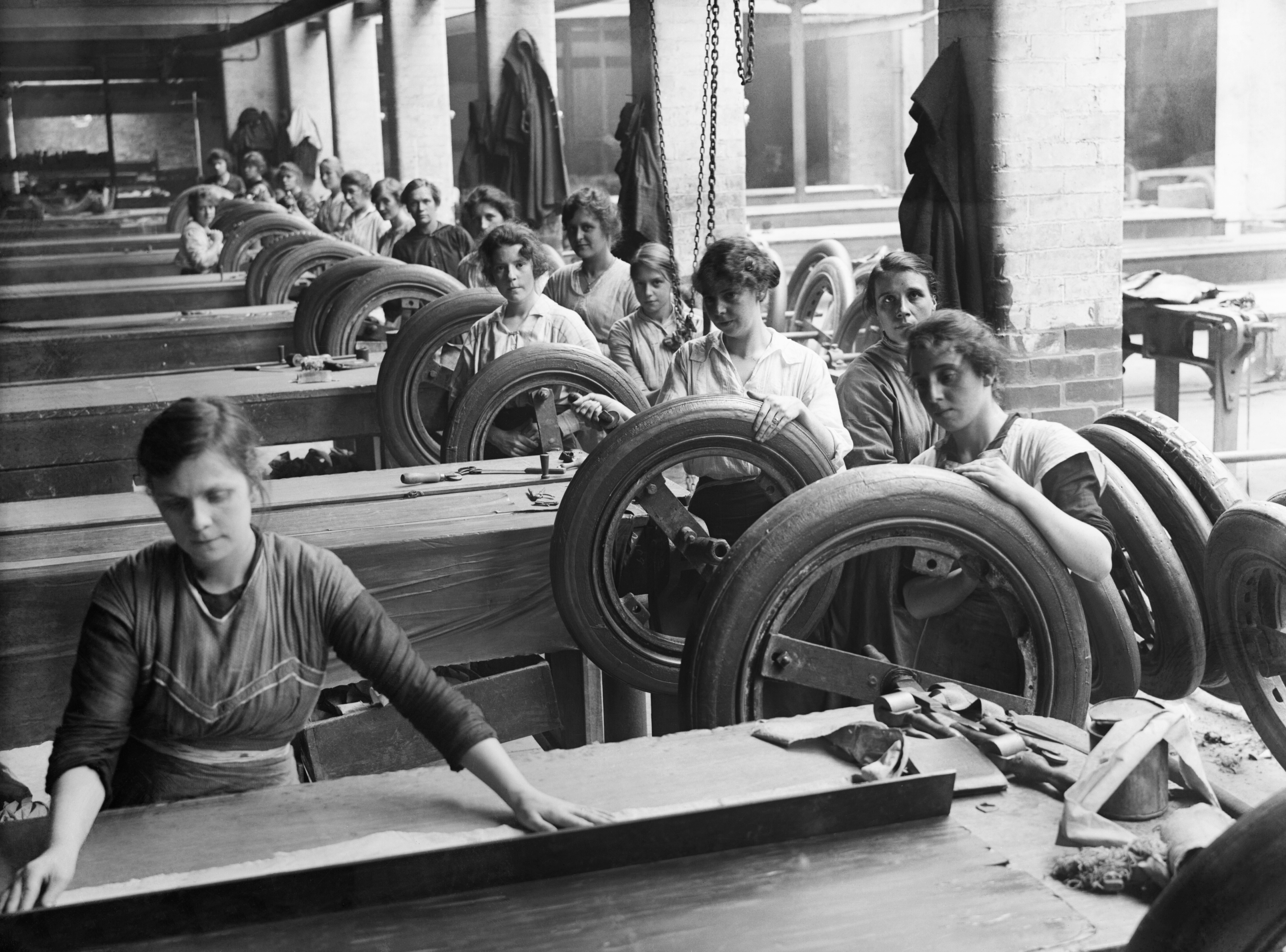
Fließbandarbeit als Beispiel für den grauen Alltag im Arbeitsleben

Als Grauer Alltag werden die Gleichförmigkeit und sich wiederholenden Tätigkeiten und Ereignisse der Werktage bezeichnet. Der Begriff stellt einen Pleonasmus dar, mit dem die negativ konnotierten Aspekte des Alltags gesteigert werden. Ihm wird die Farbigkeit der Sonn- und Feiertage, des Feierabends und der Freizeit gegenübergestellt.

## Bedeutung und Gebrauch
Schon der Begriff des Alltags ist bezogen auf die sich wiederholenden, „banalen“ Tätigkeiten und Geschehnisse der Erwerbsarbeit, Haus- und Familienarbeit und die täglichen Notwendigkeiten des zivilisierten Lebens wie das morgendliche Aufstehen, die Körperpflege, die Nahrungszubereitung, Essen, Trinken und Schlafen. Das zugefügte Adjektiv grau steigert die schon vorhandene negative Konnotation des Eintönigen, Langweiligen, des täglichen Einerleis, des immer gleichen Trotts und der fehlenden Abwechslung bis hin zur Freudlosigkeit.
Die Farbe Grau gilt als reizarm, unscheinbar, nichtssagend, unauffällig, öde und langweilig. Auch wenn Grau de facto nicht nur eine Mischung von Schwarz und Weiß sein muss, sondern andere Farben enthalten kann, wird es in metaphorischen Begriffsbildungen meist der Farbigkeit, Buntheit und dem Glanz gegenübergestellt, etwa in der Wetterbeschreibung des grauen Himmels gegenüber dem blauen Himmel und dem Sonnenlicht.
Der graue Alltag wird daher mit fehlender Abwechslung, Monotonie, Tristesse, einem Mangel an Lebendigkeit und Spannung assoziiert. Er wird der Freizeit gegenübergestellt, in der man tun und lassen kann, was man will, keine Pflichten hat, etwas unternehmen kann. Auch wenn dem Alltag im Tageslauf der Feierabend, im Wochenlauf das Wochenende oder der Sonntag und im Jahreslauf die Feiertage und Urlaub gegenübergestellt sind, ist die Abgrenzung zwischen dem grauen Alltag und der Farbigkeit einer davon abgegrenzten Zeit nicht immer klar gegeben: Wenn der Feierabend nur im täglichen Fernsehen, das Wochenende zwar von der Erwerbsarbeit unterschieden, aber durch Hausarbeit und weitere Pflichten ausgefüllt ist, können in der Empfindung auch diese zum grauen Alltag werden.
Der graue Alltag erscheint als derjenige Teil des Lebens, dem man entfliehen möchte, den man mit bunten Einlagen zu gestalten oder dem man durch eine innere Haltung einen Sinn zu geben versucht. Das zeigt sich in Redensarten wie im grauen Alltag gefangen sein, ihm nicht entrinnen können. Nach dem Urlaub hat der graue Alltag einen wieder eingeholt oder es werden Tipps gegeben, wie sich der graue Alltag aufhellen oder farbiger gestalten lässt. Damit lassen sich Reiseziele, Einrichtungsgegenstände, Ratgeberliteratur, Veranstaltungen und Spiele bewerben.

## Psychologie
In der Psychologie werden den sich wiederholenden Tätigkeiten und gleichbleibenden Strukturen des Alltags zunächst durchaus positive Aspekte zugeordnet, wie die Entstehung von Sicherheit, Geborgenheit und Verlässlichkeit. Gerade für die frühe Kindheit wird die Bedeutung einer Alltagsstrukturierung hervorgehoben. Betont wird die Bedeutung der Alltagsstrukturierung auch als Hilfestellung bei psychischen Störungen wie Hochsensibilität, ADHS, Depressionen oder für Menschen, die aufgrund ihres fortgeschrittenen Alters zu wenige Möglichkeiten einer eigenständigen Alltagsgestaltung haben. Dabei wird angestrebt ein ausgewogenes Maß an gleichbleibenden Aktivitäten, Ritualen und Abwechslungen zu finden, während mit dem Begriff des grauen Alltags das Zuviel an Gleichem ein nicht mehr als günstig erlebtes Übergewicht bekommen hat. So wird es z. B. als Ziel Kognitiver Verhaltenstherapie als Selbsthilfe gegen Depression beschrieben, den Alltag so zu strukturieren, dass ein Erleben von Farbigkeit im Alltag wiederentstehen kann.
In der Entwicklungspsychologie wie in der Erziehungswissenschaft besteht weitgehend Konsens darüber, dass feste Rhythmen, Rituale und Strukturierungen des Alltags eine wesentliche Voraussetzung für das Entstehen von Sicherheit, Vertrauen und Geborgenheit für Kinder darstellen. Der feste Tagesablauf muss dabei unterschiedlichen Bedürfnissen, wie denen nach Nahrung, Schlaf, Aktivitäten und Ruhe, gerecht werden. Unterschiedliche Auffassungen bestehen demgegenüber darüber, was jeweils das „richtige Maß“ an Struktur und Varianz in welchem Alter und für welches Kind ist.
In der morphologischen Psychologie führten psychologische Untersuchungen von Alltagsphänomenen zu einer Wertschätzung des nur vermeintlich grauen Alltags: „Der Alltag ist nicht grau; er ist nicht das (nur) ‚Banale‘, das Selbstverständliche, das Durchschnittliche, er ist keine Ansammlung von Einförmigem. Im Alltag treffen vielmehr das Höchste und das Niedrigste zusammen.“
Mit qualitativen Beschreibungen von Alltagsphänomenen wie dem Aufstehen, Frühstücken, Putzen, Autofahren, Sich-Kleiden oder Zeitungslesen wurde der Frage nachgegangen, was den Alltag psychologisch zusammenhält, und aufgezeigt, dass die alltäglichen Handlungen und Abläufe dramatische und kunstvolle psychologische Gebilde sind. Alltagspsychologische Untersuchungen könnten demnach, so Salber, einen ebenso bedeutsamen Beitrag zum Verstehen seelischen Funktionierens liefern wie die Untersuchungen von Träumen oder Neurosen.